# Latinovits–Bujtor Játékszín
A Latinovits–Bujtor Játékszín a Veszprémi Petőfi Színház egyik játszóhelye. Veszprémben csak Játékszín néven említik.
Nézőtere 80 fő befogadására alkalmas.

## Alapítása
A veszprémi Játékszín alapításának oka a város kulturális igényének megnövekedése volt, amely szükségessé tette, hogy a megszokottól eltérő, új műveket is felvegyenek a repertoárba. Ehhez szükség volt egy kísérletezésre alkalmas játszóhelyre, amelyet az akkori igazgatás (Pétervári István és Hegyeshalmi László) a színház egykori asztalosműhelyéből alakíttatott ki.
1977. március 26-án megnyílt a Petőfi Játékszín. Az első bemutató Gyurkó László Az egész élet c. darabja volt.

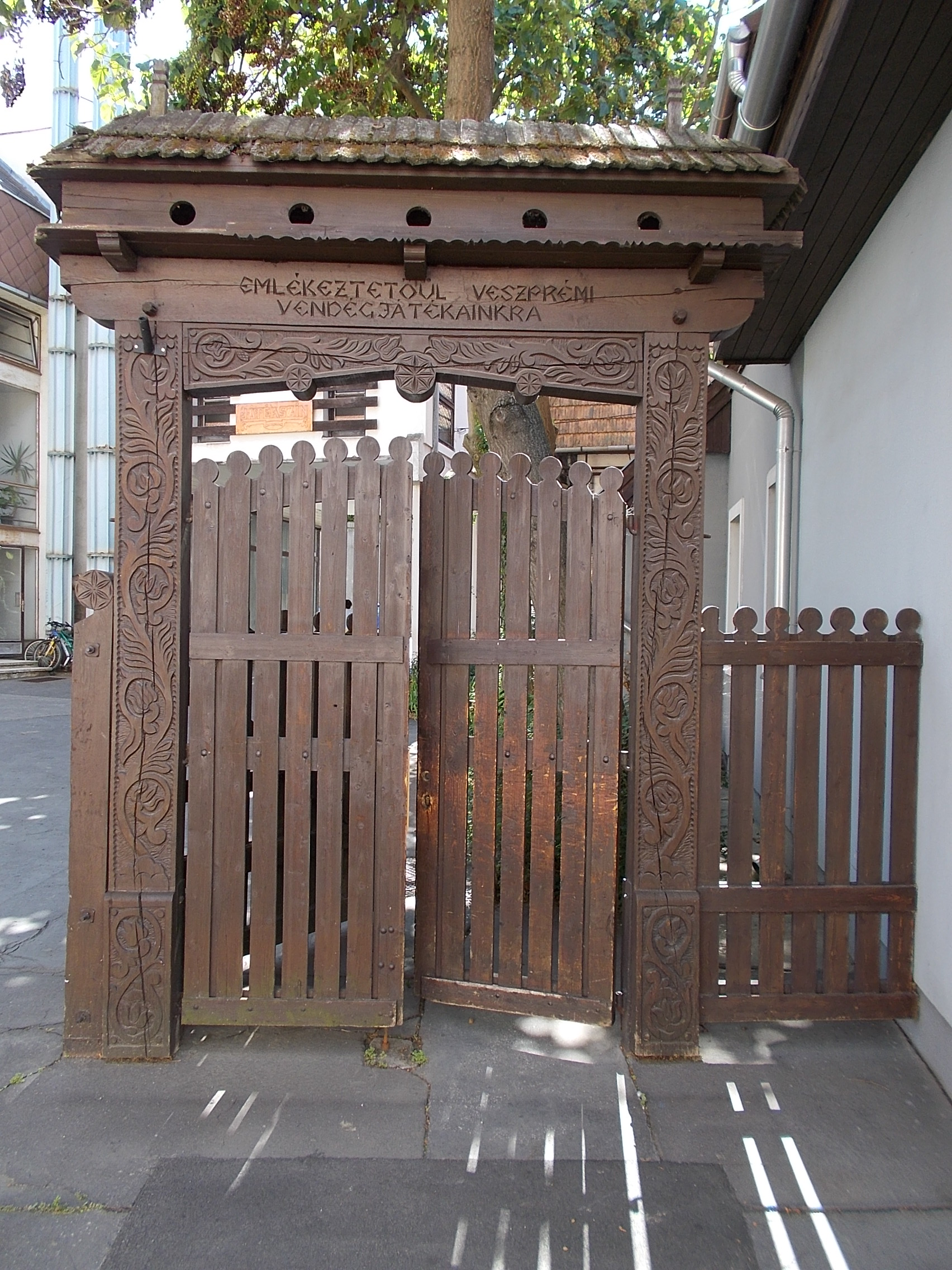
A játszóhely a Tamási Áron Színháztól kapott székelykapun keresztül közelíthető meg.

A színház felújításakor a Játékszín is új, saját helyet kapott, így az egykori asztalosműhelyt elhagyva a jelenlegi helyre, a Színészház udvarára került. Érdekesség, hogy az udvarán álló faragott székelykaput a sepsiszentgyörgyi Tamási Áron Színház ajándékozta a Veszprémi Petőfi Színháznak.

## Névadók
A játszóhely 1991-ben felvette a Latinovits Játékszín nevet, amellyel emléket kívántak állítani az ismert művész veszprémi munkássága és életműve előtt.
2010-ben a Petőfi Színház a megyei közgyűlés elé terjesztett egy kezdeményezést, amely alapján a színház egykori igazgatójának, Bujtor Istvánnak a nevét is felvenné az intézmény. A közgyűlés kimondta, hogy beleegyeznek az átnevezésbe. Ezáltal 2010. szeptember 25. óta a Játékszín hivatalos neve Latinovits–Bujtor Játékszín.

## Bemutatók (2013–)[3]

### 2013/2014-es évad
| Előadás                                  | Rendező              | Bemutató időpontja |
| ---------------------------------------- | -------------------- | ------------------ |
| Operabarátok köre                        | László Péter         | 2014.06.14.        |
| William Shakespeare: Titus Andronicus    | Kéri Kitty           | 2014.05.22.        |
| Római triptichon                         | Elzbieta Modzelewska | 2014.05.02.        |
| There is an elephant in every room       | Fülöp László         | 2014.04.29.        |
| Priznic                                  | Szabó Réka           | 2014.04.28.        |
| Beszélj rólam!                           | Mészöly Andrea       | 2014.04.27.        |
| Füveskönyvek                             | Gedeon József        | 2014.04.08.        |
| Makszim Gorkij: Az áruló                 | Lengyel Ferenc       | 2013.11.16.        |
| Örkény István műve alapján: Drága Gizám! | Berényi Gábor        | 2013.10.10.        |
| Miroslav Krleža: Agónia                  | Dömölky János        | 2013.09.21.        |

### 2014/2015-ös évad
| Előadás                                          | Rendező          | Bemutató időpontja |
| ------------------------------------------------ | ---------------- | ------------------ |
| Albert Camus: A pestis                           | Dömötör András   | 2015.03.06.        |
| Jászai Mari: Magam keresése                      | Dömölky János    | 2015.02.21.        |
| Asszooony!                                       | Gál Tamás        | 2015.03.16.        |
| Tasnádi István műve alapján: SzínházJegyetem 2.0 | Tóth Loon        | 2014.12.20.        |
| Az igazat mondd, ne csak a valódit!              | Eperjes Károly   | 2014.11.25.        |
| A csudálatos tárogató                            | Lukácsházi Győző | 2014.10.25.        |

### 2015/2016-os évad
| Előadás                                        | Rendező                      | Bemutató időpontja |
| ---------------------------------------------- | ---------------------------- | ------------------ |
| Márai naplói...                                | Bálint András                | 2016.02.20.        |
| Pozsgai Zsolt: Meztelen éj.... Mozart          | Gaál Ildikó                  | 2016.01.10.        |
| Alenso Alegría: Kötélen a Niagara felett       | Molnár Keresztyény Gabriella | 2015.11.14.        |
| A világgal békémet mára megkötöttem...         | Tóth Loon                    | 2015.10.03.        |
| A. R. Gurney: Love Letters - Szerelmes levelek | Oberfrank Pál és Kéri Kitty  | 2015.10.24.        |

### 2016/2017-es évad
| Előadás                                    | Rendező              | Bemutató időpontja |
| ------------------------------------------ | -------------------- | ------------------ |
| Sebő József: Háború vagy béke Veszprémben? | Oberfrank Pál        | 2017.04.22.        |
| Esztergályos Cecília: Meddig vagyok?!      | Esztergályos Cecília | 2017.04.07.        |
| Nem bánok semmit sem                       | Keller János         | 2017.02.26.        |
| Ingmar Bergman: Az utolsó sikoly           | Oberfrank Pál        | 2017.02.11.        |
| "Emlékszilánkok"                           | Szilágyi Tibor       | 2016.11.16.        |
| Fesztbaum Béla: A léggömb elrepül          | Fesztbaum Béla       | 2016.11.12.        |
| Balázs Attila: A VoltEmber                 | Tóth Loon            | 2016.10.15.        |